# Xã Vesta, Quận Redwood, Minnesota
Xã Vesta (tiếng Anh: Vesta Township) là một xã thuộc quận Redwood, tiểu bang Minnesota, Hoa Kỳ. Năm 2010, dân số của xã này là 192 người.